# Арташесиды
Арташесиды также Арташесяны (арм. Արտաշեսյաններ) — царская династия в Великой Армении, основанная Арташесом I и правившая с 189 года до н. э. по 12/14 год н. э.. Младшая ветвь династии, основанная внуком Арташеса I, Аршаком, правила соседней Иберией с 90 по 30 годы до н. э.
Столицы — Ервандашат, Арташат (с 185 до н. э.), Тигранакерт (77—69 до н. э).
Носили титулы «царь» (тагавор) и «царь царей» («аркаиц арка» (արքայից արքա), начиная с Тиграна II).

## Происхождение династии
Основатель династии Арташес I был сатрапом селевкидского царя Антиоха III Великого. После поражения Антиоха III римлянам в битве при Магнезии в 190 году до н. э. Арташес I, с согласия Рима, провозгласил себя царем Великой Армении.
Отцом Арташеса был Зариадр, возможно, потомок софенских царей.
Династия Арташесидов нередко идентифицируется как ответвление предыдущей царской династии Армении — Ервандидов.
Известно что сам Арташес I претендовал на родство с этой династией. В своих надписях на арамейском языке Арташес называет себя MLK RWNDKN (или ʾRWND[KN]) то есть «Ервандидский царь». Хотя Арташес и свергнул царя Ерванда IV, он обосновывал легитимность своей власти предполагаемой принадлежностью к свергнутой династии. Подобная его позиция согласуется сразу с обоими, армянскими и иранскими, представлениями о том, что определенный статус может быть только унаследован по крови но никак не приобретён. По мнению Нины Гарсоян, эти надписи являются наиболее яркими свидетельствами для объединения Арташесидов с их предшественниками Ервандидами, а также документальным подтверждением того, что сам Арташес заявлял о своей принадлежности к последним. По мнению Кирилла Туманова приписывание себя в своих надписях к Ервандидам несомненно исходило из желания Арташеса I узаконить своё положение на троне, тем не менее оно может быть оправдано возможным происхождением от женской линии свергнутой династии. Согласно американскому историку Майклу Вейскопфу, Арташесиды имели иранское происхождение. Американский историк Роберт Хьюсен также предполагает, что Арташесиды были ветвью династии Оронтидов.
Как отмечает Кирилл Туманов, Арташес I был судя по всему местным дворянином, греческая форма написания его имени (Artaxias) происходит от исконно армянской формы этого имени — Artašēs, в то время как иранская форма Artaxšaθra передаётся на греческом как Artaxerxes (Артаксеркс). Кроме того одним из распространённых династических имён у Арташесидов было Тигран, это имя использовалось также у более древней прото-армянской царской династии VI века до н. э., упоминаемой у Ксенофонта и в армянской исторической традиции. По мнению Туманова независимо от того произошли ли Арташесиды от прото-армянской династии «Тигранидов» или нет, но некоторые генеалогические связи, реальные или притворные, между ними безусловно были. Историк арменовед Николай Адонц считает несомненным происхождение Арташесидов от «Тигранидов».
По мнению Дж. Рассела, по религиозным убеждениям Арташесиды являлись последователями зороастризма.

## Список монархов на престоле Армении

### 189 до н. э. — 1 н. э.
1. Арташес I (селевкидский стратег с 200, царь 189—160 до н. э.)[1][14].
2. Артавазд I[15] (159—115 до н. э.), сын Арташеса I.
3. Тигран I[15] (115 — 95 до н. э.), сын Арташеса I.
4. Тигран II Великий (95 — 55 до н. э.)[15], сын Тиграна I.
5. Артавазд II[16] (55 — 34[15], убит в 30 до н. э.), сын Тиграна II.
6. Александр[15] (34 — 33/2 до н. э.), сын Марка Антония.
7. Арташес II[16] (30 — 20 до н. э.)[15], сын Артавазда II.
8. Тигран III (20 — 8/6 до н. э.)[15], брат Арташеса II.
9. Тигран IV (8 — 5 до н. э.)[15], сын Тиграна III.
10. Артавазд III[16] (5 — 2 до н. э.)[15], сын Арташеса II.
11. Тигран IV с сестрой Эрато (2 до н. э. — 1 н. э.)[15].

### После пресечения династии
1. Ариобарзан (2 — 4 н. э.)[15], сын Артабаза, царя Атропатены.
2. Артавазд IV (4 — 6 н. э.)[15] сын Ариобарзана.
3. Тигран V и Эрато (6 — 12[17][нет в источнике]/14 н. э.)[15].

### 12 — 55 гг. н. э.
15. Вонон I (12 — 15), царь Парфии сын Орода III.
16. Ород (15 — 18), сын Артабанa III, царя Парфии.
17. Арташес III (Зенон) (18 — 34), сын Полемона I, царя Понта.
18. Аршак I (34 — 35), брат Орода.
19. Митридат (35 — 37 и вторично 42 — 51), брат Фарсмана I, царя Иберии.
37 − 42 парфянская оккупация.
20. Радамист (51 — 53 и вторично 54 — 55), племянник Митридата.

## Список монархов на престоле Иберии
1. Аршак I (Арташес; 90 — 78 до н. э.), внук Арташеса I и, скорее всего, сын Артавазда I, царей Великой Армении[19]
2. Артак (78 — 63 до н. э.), сын Аршака I[9]
3. Фарнаваз II (63 — 30), сын Артака[9]

30 до н. э. — 1 н. э. свержение
4. Фарсман I (1 — 58), внук Фарнаваза II (по материнской линии)

## Источник
- Хронологическо-генеалогические таблицы по всемирной истории в 4 тт. Автор-составитель В. В. Эрлихман. Том 1. Древний Восток и античность. Византия и Закавказье. Россия, СССР, СНГ. Восточная Европа. Москва — 2002. (недоступная ссылка с 03-04-2011 [5095 дней] — история)